# Halbtagsschule
Eine Halbtagsschule ist eine Form der Organisation der Schule mit dem Ziel, Schüler bei einem regelmäßigen Schulbesuch im Umfang eines halben Tages Bildung zu vermitteln. Im Allgemeinen findet der Unterricht am Vormittag statt.
Die historische Entwicklung hin zu einer Beschränkung des Unterrichts auf den Vormittag fand gegen Ende des 19. Jahrhunderts zunächst im höheren Schulwesen, dann auch in den Volksschulen statt; zuvor war ein über den Tag verteilter Unterricht üblich. In Deutschland gilt die Halbtagsschule ohne Mittagessen als Normalschule.
Als besondere Form der Halbtagsschule umfasst die verlässliche Grundschule oder auch die volle Halbtagsschule im ersten und zweiten Schuljahrgang täglich mindestens vier bzw. viereinhalb Zeitstunden, danach mindestens fünf Zeitstunden.
Teils wird das Bildungs- und Betreuungsangebot von Halbtagsschulen erweitert und an der Schule eine Betreuung über Mittag und gegebenenfalls ein weiteres Bildungsangebot in Form von Kursen und Unterstützungsmaßnahmen am Nachmittag angeboten. Dabei wird zwischen einer offenen Halbtagsschule mit fakultativen Angeboten am Nachmittag (einschließlich der Möglichkeit eines Mittagessens in der Schule und der Hausaufgabenbetreuung unter Anleitung) und einer erweiterten Halbtagsschule mit wahlobligatorischen Angeboten am Nachmittag unterschieden. Die erweiterte Halbtagsschule besteht insbesondere auch für die Sekundarstufe I.
Wesentlicher Bestandteil der schulischen Ausbildung im Rahmen der Halbtagsschule sind die Hausaufgaben. Im Gegensatz zur rhythmisierten Ganztagsschule sind die Unterrichtseinheiten in der Halbtagsschule komprimiert und setzen ein umfassendes selbständiges oder gegebenenfalls durch Eltern oder Betreuer angeleitetes Lernen am Nachmittag voraus.